# Eugène d’Halwin de Piennes

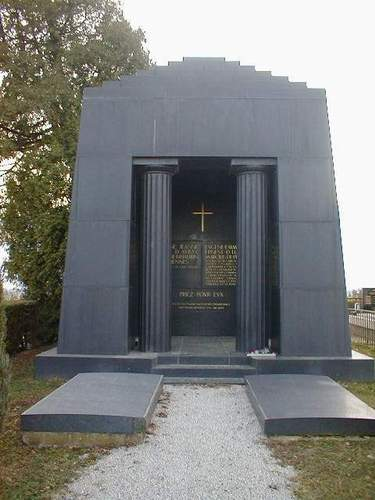
Mausoleum der Familie De Piennes in Vrbovec

Eugène d’Halwin Marquis de Piennes (* 20. Januar 1825 in Périers, Département Manche; † 6. Januar 1911 in Vrbovec, Kroatien) war ein französischer Diplomat und Staatsmann aus einer alten picardischen Familie, die seit dem 16. Jahrhundert am Ärmelkanal ansässig war.

## Leben
De Piennes, Mitglied der französischen Aristokratie, war seit den 1850er Jahren als Botschaftssekretär in europäischen Hauptstädten wie Lissabon, Sankt Petersburg und Rom tätig. Während seines Aufenthalts in Rom knüpfte er eine Freundschaft mit dem Bildhauer Jean-Baptiste Carpeaux und wurde dessen Förderer.
Nach seiner Rückkehr nach Frankreich im Jahr 1862 engagierte sich De Piennes in der Politik seiner Heimatregion. Er wurde zum Generalrat des Départements Manche gewählt und bekleidete dieses Amt bis 1870. Als Bürgermeister seiner Geburtsstadt Périers initiierte er verschiedene kommunale Projekte, darunter den Bau von Schulen und Krankenhäusern.
Im Jahr 1863 wurde De Piennes zum Kammerherrn der Kaiserin Eugénie de Montijo ernannt. In dieser Position unterstützte er Künstler wie Carpeaux, indem er sie am kaiserlichen Hof vorstellte. Außerdem setzte er sich für die Bereitstellung von Mitteln zur Restaurierung des Mont-Saint-Michel ein.
Nach dem Ende des Zweiten Kaiserreichs im Jahr 1870 zog sich De Piennes aus der Politik zurück und ging nach Kroatien. Dort übernahm er die Aufsicht über den Bau der Balkan-Eisenbahn, die von Baron Maurice de Hirsch finanziert wurde.
De Piennes war auch als Kunstsammler bekannt und schenkte seine umfangreiche Sammlung der Strossmayer-Galerie alter Meister im Museum von Zagreb.

## Bibliographie
- Willy Gianinazzi, Le marquis de Piennes, chambellan de l'impératrice Eugénie et informateur de Georges Sorel, Revue de la Manche, t. LIII, fasc. 211, 1er trim. 2011.

| Personendaten    | Personendaten                                            |
| ---------------- | -------------------------------------------------------- |
| NAME             | Piennes, Eugène d’Halwin de                              |
| ALTERNATIVNAMEN  | Piennes, Eugène d’Halwin Marquis de (vollständiger Name) |
| KURZBESCHREIBUNG | französischer Diplomat                                   |
| GEBURTSDATUM     | 20. Januar 1825                                          |
| GEBURTSORT       | Périers                                                  |
| STERBEDATUM      | 6. Januar 1911                                           |
| STERBEORT        | Vrbovec, Kroatien                                        |